# LILO (rakieta)
LILO – niekierowany pocisk rakietowy typu ziemia-ziemia z okresu II wojny światowej zaprojektowany do niszczenia japońskich bunkrów. Oficjalna, pełna nazwa broni brzmiała Projector, Motor Rocket, 3-inch, Mark I, ale była bardziej znana pod nazwą LILO.
Rakieta została zaprojektowana w latach 1943/44 dla wojsk walczących w południowo-wschodniej Azji specjalnie do niszczenia japońskich ziemnych bunkrów. Do niszczenia tego typu obiektów zazwyczaj potrzebna była pomoc ciężkiej artylerii, która nie zawsze była dostępna w trudnym, dżunglowym terenie. Odpowiedzią była rakieta LILO o bardzo prostej i lekkiej konstrukcji. Wyrzutnia była cienką metalową tubą na czteronożnej podstawie. Do silnika rakietowego zaprojektowano dwa rodzaje głowic burzących o wadze 17,9 kg i 35,5 kg. Rakiety miały zasięg kilkudziesięciu metrów, odpalane były elektrycznie, wyrzutnia posiadała proste urządzenia celownicze przystosowane tylko do strzelania ogniem wprost.
Rakiety były w stanie przebić warstwę ziemi o grubości około trzech metrów obłożoną dodatkowo warstwą pni drzewnych, czyli w praktyce każdy japoński bunkier ziemny. Podstawową wadą rakiety była bardzo mała celność, rakieta była częściowo stabilizowana obrotowo, ale i tak zazwyczaj potrzebne było około pięciu rakiet, aby trafić w punktowy cel odległy o 50 m. Pomimo niskiej celności rakiety tego typu były i tak bardziej ekonomiczne w użyciu niż wezwanie barażu ciężkiej artylerii i była to broń lubiana przez żołnierzy i często używana.
Amerykańskim odpowiednikiem był system M12 Rocket Launcher.